# Borderland (Album)
Borderland (deutsch Grenzgebiet) ist das erste Studioalbum der englischen Band The Chevin und wurde am 19. Oktober 2012 in Deutschland veröffentlicht. Während das Album in Großbritannien am 15. Oktober 2012 sein Europadebüt hatte, erschien es in den USA bereits am 25. September 2012.

## Hintergrundinformationen
Nachdem infolge vieler Live-Auftritte in den USA der Erfolg und die Bekanntheit von The Chevin stetig wuchs, entschloss man sich im Frühjahr 2011 ein erstes Studioalbum aufzunehmen. Um möglichst ungestört daran arbeiten zu können, fiel die Wahl auf den Studiokomplex Sonic Ranch, der südlich von El Paso im US-Bundesstaat Texas gelegen ist. Gemeinsam mit dem Produzenten Noah Shain, den die Band in Los Angeles kennengelernt hatte, begann man hier eine Vielzahl selbst komponierter Titel aufzunehmen. Borderland entstand bereits bevor The Chevin einen Plattenvertrag unterschrieben hatten.
Musikalisch lassen sich einige Einflüsse erkennen: Die Ähnlichkeiten zu U2, The Killers, Keane oder Band of Horses sind unverkennbar. Das Album ist ein Mix aus kraftvollen Stadionhymnen, Country/Folk-Liedern und melancholischen Balladen. Eines der auffälligsten Merkmale ist die Stimmgewalt von Sänger Coyle Girelli, der in verschiedenen Titeln besonders in den hohen Bereichen der Kopfstimme mit seinem Vibrato überzeugt. Um den opulenten Sound der Band noch zu verstärken, wurden sie von Musikern des Philharmonie-Orchesters von El Paso unterstützt.
Am 14. Oktober 2012 hat eine weltweite Borderland-Tour begonnen, die sich von Großbritannien aus nach Amerika erstreckt und schließlich in Deutschland endet.

## Kritiken
Das Album bekam in den meisten Fällen gute Rezensionen. CDStarts spricht die signifikante Ähnlichkeit zu den Bands The Killers und Keane an, jedoch ohne darin etwas Schlechtes zu sehen, da die Titel musikalisch ein hohes Niveau repräsentieren: „Borderland ist ein Album, welches Pop/Rock-Fans sofort ins Ohr gehen dürfte. Hier gibt es keine Ungereimtheiten, sondern nur Stadionrocker am Fließband. Gleich der Opener Champion legt mit der Mischung aus groß angelegter Hymne und Intimität im Gesang auf die Stärken der Killers, welche diese auf Battle Born artig vernachlässigt haben. Mit einer aufdringlichen Präzision werden die Strukturen der letzten Killers-Outputs wiederholt. The Chevin prügeln die großen Hymnen nur so heraus, dass es einem schwindlig wird. Die Ähnlichkeiten zu Keane-Großtaten (Watch How You Go von Strangeland) sind unüberhörbar (Vorzeigebeispiel: Beautiful World). Aber wenn man schon klaut, dann nur bei den Besten und Größten. Und genau dies tun The Chevin auch. Mit Erfolg. Das verdient ordentlich Respekt, denn auch wenn alles verdächtig bekannt scheint, muss man so eine Vielzahl an großen Melodien erst mal aus dem Ärmel schütteln.“

## Titelliste
1. Champion (Girelli, Steel, Langford, Taylor) – 3:47
2. Drive (Girelli, Steel, Langford, Taylor) – 4:01
3. Blue Eyes (Girelli, Steel, Langford, Taylor) – 3:17
4. Dirty Little Secret (Girelli, Steel, Langford, Taylor) – 4:14
5. Love Is Just A Game (Girelli, Steel, Langford, Taylor) – 5:10
6. Borderland (Girelli, Steel, Langford, Taylor) – 4:23
7. Beautiful World (Girelli, Steel, Langford, Taylor) – 4:15
8. Gospel (Girelli, Steel, Langford, Taylor) – 4:00
9. Colours (Girelli, Steel, Langford, Taylor) – 4:01
10. So Long Summer (Girelli, Steel, Langford, Taylor) – 4:40